# Малоолександрівка (Сватівський район)
Малоолекса́ндрівка — село у Троїцькій селищній громаді Сватівського району Луганської області. Населення становить 435 осіб.

## Населення

### Мова
Розподіл населення за рідною мовою за даними перепису 2001 року:
| Мова            | Кількість | Відсоток |
| --------------- | --------- | -------- |
| українська      | 238       | 54.71%   |
| російська       | 194       | 44.60%   |
| білоруська      | 1         | 0.23%    |
| угорська        | 1         | 0.23%    |
| інші/не вказали | 1         | 0.23%    |
| Усього          | 435       | 100%     |